# Gryllacris atropicta
Gryllacris atropicta is een rechtvleugelig insect uit de familie Gryllacrididae. De wetenschappelijke naam van deze soort is voor het eerst geldig gepubliceerd in 1911 door Achille Griffini.